# 하코네산
하코네산(일본어: 箱根山 하코네야마[*])은 가나가와현 아시가라시모군 하코네정을 중심으로 가나가와 현과 시즈오카현에 걸쳐 있는 화산으로, 높이는 1438 m이다. 후지 하코네 이즈 국립공원으로 지정되어 있다.
세계적으로도 전형적인 3중식 화산으로 신·구 두 개의 외륜산(外輪山)과 7개의 중앙 화구구(中央火口丘)로 이루어져 있으며, 안쪽으로 칼데라호인 아시노호가 있다. 지금도 오와쿠다니 등에서 화산 활동을 볼 수 있으며, 중앙화구구의 주위와 하야카와연합(早川沿岸)에는 온천이 많이 용출하여, 하코네 십오탕(箱根十五湯)으로 불리는 하코네 온천이나 유가와라 온천 등의 많은 온천이 산허리에서 용출하고 있다.
바깥 쪽의 외륜산에는 스카이 라인과 도큐(東急) 턴파이크(turnpike)가 달리고, 다이칸산(大觀山)은 하코네·후지를 합친 넓은 전망으로 이름이 높다. 예부터 온천욕장으로 유명하며, 근래에 와서는 관광지로 많은 사람이 찾고 있다.